# Rudolf Leubuscher
Rudolf Leubuscher, född 12 december 1822 i Breslau, död 23 oktober 1861 i Berlin, var en tysk läkare.
Leubuscher ägnade sig med iver först åt psykiatrin, sedan åt den praktiska medicinen i allmänhet. Hans doktorsdisputation handlade om hallucinationer i den religiösa manin (De indole hallucinationum in mania religiosa, 1844), hans docentspecimen om "moral insanity" (Bemerkungen über moral Insanity und ähnliche Krankheiten, 1848). Sin praktiska verksamhet utövade han först såsom assistent vid dårhuset i Halle an der Saale, sedan som överläkare vid arbetshuset i Berlin, vilket länge tillika var denna stads främsta dårhus. Åren 1856–1859 var han direktor för den medicinska kliniken i Jena, men återvände till Berlin och avled där 1861. Bland Leubuschers övriga arbeten kan nämnas Grundzüge der Pathologie der psychischen Krankheiten (1848), Pathologie und Therapie der Gehirnkrankheiten (1853) och Medicinische Klinik (1859–1860).